# Corythucha hispida
Corythucha hispida är en insektsart som beskrevs av Philip Reese Uhler 1894. Corythucha hispida ingår i släktet Corythucha och familjen nätskinnbaggar. Inga underarter finns listade i Catalogue of Life.